# Papanteles peckorum
Papanteles peckorum är en stekelart som beskrevs av Mason 1981. Papanteles peckorum ingår i släktet Papanteles och familjen bracksteklar. Inga underarter finns listade i Catalogue of Life.